# Liste der Kulturdenkmale in Wöllsdorf
In der Liste der Kulturdenkmale in Wöllsdorf sind die Kulturdenkmale des Döbelner Ortsteils Wöllsdorf verzeichnet, die bis Oktober 2022 vom Landesamt für Denkmalpflege Sachsen erfasst wurden (ohne archäologische Kulturdenkmale). Die Anmerkungen sind zu beachten.
Diese Aufzählung ist eine Teilmenge der Liste der Kulturdenkmale in Döbeln.

## Wöllsdorf
| Bild                                    | Bezeichnung                                                                            | Lage                        | Datierung            | Beschreibung | ID       |
| --------------------------------------- | -------------------------------------------------------------------------------------- | --------------------------- | -------------------- | --- | -------- |
| Direkt Bild zu diesem Denkmal hochladen | Wohnstallhaus, Scheune und zwei Seitengebäude sowie Hofpflasterung eines Vierseithofes | Am Gut 3 (Karte)            | Ende 19. Jahrhundert | Imposanter Vierseithof im Dorfzentrum, originale Hofstruktur intakt, weitgehend originale Gebäude, ortsbildprägend. - Wohnstallhaus: zweigeschossig, massiv, Steingewände, eine Giebelseite mit schönem Drillingsfenster mit Pfeilergliederung, Rundfenster im Giebel - 1. Seitengebäude: massiv, Satteldach, mit Drillingsfenster im Giebel - 2. Seitengebäude: Kumthalle, massiv - Scheune: massiv, Satteldach, neue Dachdeckung, Durchfahrtsscheune | 09208051 |
| Direkt Bild zu diesem Denkmal hochladen | Wohnhaus in offener Bebauung                                                           | Wöllsdorfer Ring 7b (Karte) | Um 1905              | Putzbau von baukünstlerischer Qualität mit straßenbildprägendem Zierfachwerk. Zweigeschossig, profilierte Fenstergewände, gestalterische Betonung der Mittelachse durch Dreiecksgiebel im Erdgeschoss und gerade Verdachungen im Obergeschoss, Giebel mit Zierfachwerk, originale Haustür, zum Teil originale Fenster. | 09208050 |

## Tabellenlegende
- Bild: Bild des Kulturdenkmals, ggf. zusätzlich mit einem Link zu weiteren Fotos des Kulturdenkmals im Medienarchiv Wikimedia Commons. Wenn man auf das Kamerasymbol klickt, können Fotos zu Kulturdenkmalen aus dieser Liste hochgeladen werden:
- Bezeichnung: Denkmalgeschützte Objekte und ggf. Bauwerksname des Kulturdenkmals
- Lage: Straßenname und Hausnummer oder Flurstücknummer des Kulturdenkmals. Die Grundsortierung der Liste erfolgt nach dieser Adresse. Der Link (Karte) führt zu verschiedenen Kartendiensten mit der Position des Kulturdenkmals. Fehlt dieser Link, wurden die Koordinaten noch nicht eingetragen. Sind diese bekannt, können sie über ein Tool mit einer Kartenansicht einfach nachgetragen werden. In dieser Kartenansicht sind Kulturdenkmale ohne Koordinaten mit einem roten bzw. orangen Marker dargestellt und können durch Verschieben auf die richtige Position in der Karte mit Koordinaten versehen werden. Kulturdenkmale ohne Bild sind an einem blauen bzw. roten Marker erkennbar.
- Datierung: Baubeginn, Fertigstellung, Datum der Erstnennung oder grobe zeitliche Einordnung entsprechend des Eintrags in der sächsischen Denkmaldatenbank
- Beschreibung: Kurzcharakteristik des Kulturdenkmals entsprechend des Eintrags in der sächsischen Denkmaldatenbank, ggf. ergänzt durch die dort nur selten veröffentlichten Erfassungstexte oder zusätzliche Informationen
- ID: Vom Landesamt für Denkmalpflege Sachsen vergebene, das Kulturdenkmal eindeutig identifizierende Objekt-Nummer. Der Link führt zum PDF-Denkmaldokument des Landesamtes für Denkmalpflege Sachsen. Bei ehemaligen Kulturdenkmalen können die Objektnummern unbekannt sein und deshalb fehlen bzw. die Links von aus der Datenbank entfernten Objektnummern ins Leere führen. Ein ggf. vorhandenes Icon  führt zu den Angaben des Kulturdenkmals bei Wikidata.